# اللجنة التوجيهية البرازيلية للإنترنت
اللجنة التوجيهية البرازيلية للإنترنت هي وكالة حكومية برازيلية، تم اقتراحها لأول مرة في مايو 1995 من قبل وزارة الاتصالات ووزارة العلوم والتكنولوجيا (حاليًا وزارة العلوم والتكنولوجيا والابتكار والاتصالات)، وتم إنشاؤها رسميًا في 3 سبتمبر 2003. هي منظمة متعددة أصحاب المصلحة مع أعضاء من الحكومة وقطاع الشركات والقطاع الثالث والمجتمع الأكاديمي.
الغرض من الوكالة هو تعزيز الجودة التقنية والابتكار ونشر خدمات الإنترنت في البرازيل.